# Stuart Freeborn
Stuart Freeborn (Londres, 5 de setembre de 1914 – Londres, 5 de febrer de 2013) va ser un maquillador cinematogràfic britànic, recordat especialment pel seu treball en la trilogia original de la saga de Star Wars i de manera més destacada en la fabricació de Yoda.

## Carrera artística
Stuart Freeborn va iniciar la seva carrera com maquillador de cinema en 1936 al costat de Alexander Korda, assegurant els maquillatges de
Rembrandt, una pel·lícula sobre la vida de l'artista epònim, destacant després en dissenyar el controvertit maquillatge i cabell de Alec Guinness com Fagin en Oliver Twist.
A Freeborn se'l coneix sobretot per haver creat les màscares i les disfresses dels australopitecos de la seqüència inicial de la pel·lícula 2001: A Space Odyssey (1968) i a la trilogia original de Star Wars (1977-1983), la màscara i la disfressa del wookiee Chewbacca així com la marioneta del mestre Ioda, els ulls del qual van ser inspirats, segons Freeborn mateix, pels ulls de Albert Einstein. Igualment, va supervisar el disseny del titella original de Jabba el Hutt utilitzat en El retorn del jedi així com la creació dels ewoks.
La seva esposa Kay el va ajudar en diverses ocasions; el seu fill Graham també va ser un prolífic maquillador abans de la seva mort en 1986.

## Vida personal
La seva esposa Kay va morir en 2012. Els seus tres fills, Roger, Ray i Graham també van morir abans que ell. Freeborn va morir el 5 de febrer de 2013 a Londres als 98 anys, sobrevivint-li els seus vuit nets i diversos besnets.

## Filmografia selectiva
- El lladre de Bagdad (1940, encara que a Freeborn no se l'esmena als títols de crèdit[8])
- Oliver Twist (1948, mencionat com «Stuart Freebourne»)
- El pont del riu Kwai (1957)
- Doctor Strangelove (1964)
- 2001: una odissea de l'espai (1968)
- Alice's Adventures in Wonderland  (1972)
- La profecia (1976)
- Star Wars
  - Star Wars episodi IV: Una nova esperança (1977)
  - Star Wars episodi V: L'Imperi contraataca (1980)
  - Star Wars episodi VI: El retorn del Jedi (1983)
- Superman]'
  - Superman: la pel·lícula (1978)
  - Superman II (1980)
  - Superman III (1983)
  - Superman IV (1987)